# Риом (округ)
Риом (фр. Riom) — округ (фр. Arrondissement) во Франции, один из округов в регионе Овернь. Департамент округа — Пюи-де-Дом. Супрефектура — Риом.
Население округа на 2006 год составляло 114 657 человек. Плотность населения составляет 50 чел./км². Площадь округа составляет всего 2300 км².